# 大内義直
大内 義直（おおうち よしなお、明治35年（1902年）6月20日 - 昭和47年（1972年）12月3日）は、広島県の教育者、浄土真宗本願寺派僧侶。広島女子商学園第5代校長を務めた。

## 来歴
明治35年（1902年）6月20日、広島市舟入南の唯信寺の長男として生まれる。大正10年（1921年）に旧制崇徳中学校卒業。大正15年（1926年）3月に東洋大学を卒業後、広島第一中学校教諭となるが、昭和4年（1929年）から昭和16年（1941年）の間、文部省嘱託による宗教事情調査と本願寺開教使の目的でアメリカに住んでいる。
帰国後は地域振興に意を注ぎ、アメリカ通として講演活動等で活躍した。昭和20年（1945年）8月6日、広島市に原子爆弾が投下され、義直の息子・俊が亡くなる。娘・洵子は狩小川村に疎開していた。
昭和22年（1947年）10月、広島市議会議員の中邑元の推薦を受けて広島女子商学園の第5代校長に就任した。「やると決めたらやる」という太っ腹な性格が広島女子商学園前理事長の中井萬蔵と馬が合い、前校長・梶山英二の校舎復旧を引き継ぎ、校舎敷地の確保や施設の安定化に着手し成功させた。
昭和24年（1949年）11月、唯信寺住職としての使命もあり、広島女子商学園校長を退任。その後も、全滅した寺の再建や唯信寺幼稚園の開設、母校崇徳学園の同窓会長（1967年11月19日―1972年11月12日）、広島市被爆協会副会長等を務めるなど多方面に活動した。昭和47年（1972年）12月3日、70歳で死去。